# Louis Tassy
Pour les articles homonymes, voir Tassy.
Louis Tassy est né à Aix-en-Provence le 28 février 1816 et mort dans la même ville, au quartier de la Pinette, le 31 décembre 1895.
Ingénieur forestier arrivé au plus haut niveau de la foresterie française, il est également écrivain sous son nom et sous le pseudonyme Aloys Wisst. Il a mis en place la structure moderne des foresteries françaises, turques et algérienne. Toujours animé par l'intérêt général et la foresterie française, il s'est investi pour que la forêt ne dépende plus du ministère des finances, demandeur de rentrées financières à court terme, mais du ministère de l'Agriculture et du Commerce plus axé sur le long terme.  

## Travaux organisationnels
Toute la carrière de Louis Tassy s'est portée sur la défense et la réorganisation de la foresterie française. Il a fortement œuvré pour la reconnaissance des forestiers et la professionnalisation  théorique et active des membres de l'administration des forêts . C'est dans cet esprit de pérennité de la forêt qu'il s'est battu pour le rattachement de l'administration des forêts au ministère de l’agriculture et du commerce.   
Ce rattachement a lieu après de longs plaidoyers auprès de l'opinion publique et sous le pseudonyme Aloys Wisst. Ses idées étant favorablement débattues, il continue sous son vrai nom notamment dans la commission... Son mot d'esprit est repris à l'Assemblée nationale pour résumer la situation : «... le ministre des finances songe aux générations futures pour leur demander de l’argent, tandis que les forestiers au contraire cherchent les moyens de leur en procurer. ». 
Si les idées de Tassy sont acceptées pour l'organisationnel des forêts et de ses agents par contre il n'est pas suivi dans sa conception conservatrice sur la recherche. 

## Carrière

### Formation
D'abord destiné à l'École polytechnique comme son frère jumeau ou pour son éloquence au barreau d'Aix-en-Provence comme son père, il choisit finalement par passion la foresterie.
Il entre en 1836 dans la 13e promotion de l’école forestière de Nancy et obtient son diplôme de forestier en 1838.

### Évolution sur le terrain
À sa sortie de l'école forestière, Tassy commence comme garde général stagiaire dans l'Est de la France à Sarreguemines. L'année suivante, il est nommé garde général à Saint-Laurent-du-Pont en Isère où il fait l'apprentissage de l'aménagement de montagne. À partir de 1843, sa progression par mutations successives en Sarthe, Orne, Calvados et à nouveau dans l'Est de la France dans le massif des Vosges lui permet d'appliquer les préceptes de Lorentz et Parade : production soutenue du bois, régénération naturelle et amélioration progressive.

### Administration
Il est affecté en 1846 au service des aménagements et administration centrale.

### Professorat
Lors de la création de l'Institut national agronomique (INA) à Versailles, il concourt pour la chaire de sylviculture qu'il obtient en 1849 et y enseigne les essences forestières, leurs exploitations, semis et plantations. Il occupe parallèlement à ses charges de 1850 à 1856 le poste de rédacteur en chef des Annales forestières. 
L'INA ferme brusquement pour raisons économiques en 1852, Louis Tassy rejoint alors l'Administration centrale des forêts à Paris.

### Mission en Turquie
C'est la fin de la Guerre de Crimée, le ministre des finances le sollicite pour aider la Turquie où tout l'aménagement territorial est à refaire. Le ministre l'envoie auprès du gouvernement ottoman en 1857 avec la mission d'organiser la foresterie turque. Il entre officiellement au Conseil des travaux publics turcs avec Alexandre Sthème, élabore le Règlement forestier turc et le cahier des charges des ventes, créée la première école forestière de Turquie. Après cinq ans de séjour turc, Il revient en France en 1862 et prend le poste corse de conservateur à Ajaccio pour trois ans. À son retour en Turquie comme vice président du conseil, il continue son travail en examinant l'état des forêts et leur exploitation. Tassy demande et obtient un renfort de forestiers français pour l'aider et continuer sa mise en place de l'Administration centrale des forêts turque et le renforcement de l’école nationale forestière.

### Mission en Algérie
Tassy est nommé vérificateur général des aménagements à son retour de Turquie en 1868. Il est à nouveau sollicité par le ministre des finances pour expertiser la forêt algérienne. Ses travaux sont transmis au ministre sous forme d'évaluation des forêts des trois provinces en Algérie et de réorganisation du service forestier.

### Défense de la cause forestière
Tassy est nommé en 1873 membre titulaire de la section sylviculture de la société nationale d’agriculture. Il s'emploie à défendre ses options notamment le rattachement des eaux et forêts au ministère de l’agriculture.
À l'obtention de sa retraite en 1875, il continue à défendre la cause forestière et reprend l'enseignement de la sylviculture à la chaire de l'INA de 1876 à 1884. Un an après son accession à la chaire de l'INA, la foresterie française est enfin sous la tutelle du ministère de l'agriculture et du commerce. Le projet Tassy est adopté par le ministre François Césaire de Mahy en 1882 puis arrêté par le
ministre suivant Jules Méline. Cette même année sort la sixième édition de son ouvrage de référence Cours élémentaire de culture des bois considérée comme le livre de sylviculture français le plus important du XIXe siècle.

## Reconnaissances
1861 Chevalier de la Légion d'honneur
1881 Officier de la Légion d'honneur
1882 Inspecteur général honoraire des forêts

## Publications
1850-1856 rédacteur en chef des annales forestières
- Aloys Wisst, Aliénation des forêts de l'État encore un mot, puisqu'on y revient. À messieurs les députés, Paris, Retaux frères, 1866, 16 p. (ASIN B001BORO9O)
- Aloys Wisst, Le Ministère de l'agriculture et des forêts. À messieurs les sénateurs., Paris, G. Retaux, 1868, 23 p. (ASIN B001BOXNOY)
- Aloys Wisst, Réorganisation du service forestier réforme de la loi du 9 juin 1853 sur les pensions civiles, Paris, Aris J. Claye, 1875, 170 p.
- Louis Tassy, Service forestier de l'Algérie. Rapport adressé à M. le gouverneur de l'Algérie, Imprimerie de A. Hennuyer, 1882, 54 p. (ASIN B001BOVPGW)
- Louis Tassy, Bernard Lorentz et Adolphe Lorentz, Cours élémentaire de culture des bois, Nabu Press, 2010, 760 p. (ISBN 978-1-173-10295-1)
- Louis Tassy, État des forêts en France, travaux à faire et mesures à prendre pour le rétablir dans les conditions normales, Nabu Press, 2010, 126 p. (ISBN 978-1-146-68804-8)
- Louis Tassy, État des forêts en France, Kessinger Publishing, 2010, 118 p. (ISBN 978-1-166-71733-9)
- Louis Tassy, La Restauration des montagnes : Étude sur le projet de loi présenté au sénat, Ulan Press, 2012, 122 p. (ASIN B009QPFHCQ)
- Louis Tassy, L'aménagement des forêts, General Books, 2012, 152 p. (ISBN 978-1-234-98277-5)
- Louis Tassy, Études sur l'aménagement des forêts, General Books, 2012, 118 p. (ISBN 978-1-235-44545-3)
- Louis Tassy, Note sur Le défrichement des bois présentée a la Société forestière, Nabu Press, 2012, 86 p. (ISBN 978-1-273-78769-0)
- Louis Tassy, M. Lorentz, sa vie et ses œuvres, Paris, Hachette Livre BNF, 2013, 42 p. (ISBN 978-2-01-247096-5), [lire en ligne l'édition de 1866 sur Gallica]
- Louis Tassy, Lorentz et Parade, Paris, Hachette Livre BNF, 2013, 182 p. (ISBN 978-2-01-247095-8), [lire en ligne l'édition de 1866 sur Gallica]
- Aloys Wisst, M. Parade, sa vie et ses œuvres, Chapitre.com, 2014 (ASIN B00JOXRCE6)
- Louis Tassy, Réorganisation du service forestier. Première lettre, Paris, Hachette Livre BNF, 2014 (1re éd. 1879), 36 p. (ISBN 978-2-01-344275-6, lire en ligne)